# Doune Castle
Doune Castle är en restaurerad medeltida borg i Skottland, belägen i staden Doune i Stirlings kommun. Borgen uppfördes för Robert Stuart, 1:e hertig av Albany, på 1300-talet. 
I modern tid är Doune Castle bland annat känt som inspelningsplats för filmerna Ivanhoe – den svarte riddaren (1952) och Monty Pythons galna värld (1975) samt TV-serierna Game of Thrones och Outlander.